# Sansevieria forskaliana
Dracaena forskaliana (Sansevieria forskaliana) es una especie de Dracaena (Sansevieria) perteneciente a la familia de las asparagáceas, originaria de  África oriental en Kenia, República Democrática del Congo, Yibuti, Etiopía, Somalia, Sudán y Yemen.
Ahora se la ha incluido en el gen de Dracaena debido a los estudios moleculares de su filogenia.

## Descripción
Es una planta herbácea  sin tallo, con rizoma geófito de  ± 20 mm de grosor. Hojas erectas a subrígidas, con 3-6 por planta, lanceoladas, de 65 cm de longitud ≈  6.5 a 7.5 cm de ancho, con una punta aguda endurecida apical de 0,2 cm de largo , los márgenes de 1-2 mm de ancho, sinuosos, con 2 rayas color naranja a  café muy estrechas junto a una membrana gris-blanca a lo largo del margen, áspera en la superficie adaxial, pero suave en la superficie abaxial, plana en el centro y en forma de U la sección transversal en la base. La inflorescencia es terminal o subterminal compacta en forma de racimo, de 71-76 cm de largo con 6-7 grupos. El fruto es una baya, de 7.10 ≈ 6.12 mm.

## Taxonomía
Sansevieria forskaliana fue descrita por (Schult. & Schult.f.) Hepper & J.R.I.Wood y publicado en Kew Bull. 38: 83, en el año 1983.
Etimología
Sansevieria nombre genérico que debería ser "Sanseverinia" puesto que su descubridor, Vincenzo Petanga, de Nápoles, pretendía dárselo en conmemoración a Pietro Antonio Sanseverino, duque de Chiaromonte y fundador de un jardín de plantas exóticas en el sur de Italia. Sin embargo, el botánico sueco Thunberg que fue quien lo describió, lo denominó Sansevieria, en honor del militar, inventor y erudito napolitano Raimondo di Sangro (1710-1771), séptimo príncipe de Sansevero.
forskaliana: epíteto otorgado en honor del botánico Peter Forsskål.
Sinonimia
- Acyntha abyssinica (N.E.Br.) Chiov.
- Acyntha abyssinica var. sublaevigata Chiov.
- Acyntha elliptica Chiov.
- Convallaria racemosa Forssk.
- Sansevieria abyssinica N.E.Br.
- Sansevieria abyssinica var. angustior (Engl.) Cufod.
- Sansevieria abyssinica var. sublaevigata (Chiov.) Cufod.
- Sansevieria elliptica (Chiov.) Cufod.
- Sansevieria guineensis var. angustior Engl.
- Smilacina forskaliana Schult. & Schult.f.[10]